# Zermatt
Zermatt [cermát] je občina v okrožju Visp v nemško govorečem delu kantona Valais v Švici. Vse leto ima približno 5800 prebivalcev in je švicarski zvezni statistični urad (FSO) razvrščen kot mesto.
Leži na zgornjem koncu Mattertala na nadmorski višini 1620 m, ob vznožju najvišjih vrhov Švice. Leži približno 10 km od več kot 3292 m visokega prelaza Theodul, ki meji na Italijo. Zermatt je najjužnejša občina nemškega Sprachrauma (»jezikovno območje«, geografska regija, kjer se govori skupni prvi jezik (materni jezik) z različnimi narečnimi različicami ali skupino jezikov).
Zermatt slovi kot gorniško in smučarsko središče Švicarskih Alp. Do srede 19. stoletja je bil pretežno kmetijska skupnost; prvemu in tragičnemu vzponu na Matterhorn leta 1865 je sledilo hitenje po gorah, ki obkrožajo vas, kar je vodilo v gradnjo številnih turističnih objektov. Celoletno prebivalstvo (od decembra 2020) znaša 5820, čeprav je lahko v Zermattu naenkrat nekajkrat več turistov. Velik del lokalnega gospodarstva temelji na turizmu, saj je približno polovica delovnih mest v mestu v hotelih ali restavracijah in nekaj manj kot polovica vseh stanovanj je počitniških apartmajev. Nekaj več kot tretjina stalnega prebivalstva se je rodila v mestu, druga tretjina pa se je v Zermatt preselila izven Švice.

## Etimologija
Ime Zermatt, kot tudi ime Matterhorn, izhaja iz alpskih travnikov ali matten (v nemščini) v dolini. Ime se je najprej pojavilo kot Zur Matte (na travniku) in kasneje postalo Zermatt. Pojavi se šele leta 1495 na zemljevidu ali leta 1546 v besedilu, vendar je bil morda uporabljen že veliko prej.
Praborno ali Prato Borno (Prato pomeni tudi travnik) sta starejši imeni Zermatta; na starih zemljevidih se pojavljajo že v 13. stoletju. Romansko govoreči ljudje iz doline Aoste in romansko govorečega dela kantona Wallis (Valais) so to ime uporabljali do leta 1860 v obliki Praborne ali Praborgne. Razlog za to spremembo iz Praborne v Zermatt pripisujejo postopni zamenjavi romansko govorečega ljudstva z nemško govorečo kolonijo.

## Geografija
Mesto Zermatt leži na južnem koncu doline Matter (nemško Mattertal), ki je eden od stranskih krakov velike doline Rone. Zermatt je skoraj v celoti obdan z visokimi gorami Peninskih Alp, vključno z Monte Roso (natančneje z njenim najvišjim vrhom, imenovanim Dufourspitze), najvišjim vrhom Švice s 4634 metri nadmorske višine. Sledijo mu Dom (4545 m), Liskamm (4527 m), Weisshorn (4505 m) in Matterhorn (4478 m). Večina alpskih štiritisočakov leži v okolici Zermatta ali v sosednjih dolinah.
Zermatt prečka glavna reka doline: Matter Vispa, [10] ki izvira na ledenikih ob vznožju najvišjih vrhov: ledenik Gorner na vzhodni strani blizu Monte Rosa in ledenik Zmutt na zahodni strani med Dent d'Hérens in Dent Blanche.
Mesto Zermatt je sicer gosto naseljeno, a geografsko majhno. Obstajajo tri glavne ulice, ki potekajo ob bregovih Matter Vispa, in številna križišča, zlasti okoli postaje in cerkve, ki tvorijo središče Zermatta. Na splošno je vse oddaljeno največ trideset minut hoje. V Zermattu je več "predmestij". Winkelmatten/Moos, ki je bil nekoč ločen zaselek, leži na hribu (1670 m) na južni strani. Steinmatten je na vzhodnem bregu glavne reke.
Veliko zaselkov je v dolinah nad Zermattom, vendar običajno niso naseljeni vse leto. Zum See (1766 m) leži južno od Zermatta na zahodnem bregu soteske Gorner, blizu kraja Furi, kjer je postaja žičnice (1867 m). Na strani doline Zmutt (zahodno od Zermatta) leži zaselek Zmutt (1936 m), severno od potoka Zmuttbach. Findeln (2051 m) leži v vzhodni dolini nad potokom Findelbach. Leži pod postajo Sunnegga (2278 m). V bližini železniške postaje Gornergratbahn je Riffelalp (2222 m) eden najvišje ležečih zaselkov s kapelo.
Zermatt je imel območje (od raziskave 2004/09) 242,91 km². Od tega je približno 9,4 % kmetijskih površin, 4,6 % pa gozdov. Od ostalih zemljišč je 0,8 % poseljenih (stavb ali prometnic) in 85,2 % neproduktivnih zemljišč. V zadnjih dveh desetletjih (1979/85-2004/09) se je poseljena površina povečala za 54 ha, kmetijska zemljišča pa zmanjšala za 160 ha.

### Podnebje
Zermatt ima subarktično podnebje (Köppnova podnebna klasifikacija: Dfc). Poletje je v Zermattu hladno, z blagimi dnevi in hladnimi nočmi, medtem ko je zima hladna in snežna, z najvišjimi temperaturami okoli ledišča in povprečno letno količino snega 128 palcev (325 cm).

## Turizem
Vas so »odkrili« britanski alpinisti sredi 19. stoletja, predvsem Edward Whymper, čigar vrh Matterhorn je naredil vas slavno. Matterhorn je bil ena zadnjih alpskih gora, ki je bila osvojena (leta 1865), in prva odprava, ki je dosegla vrh, se je dramatično končala, saj so le 3 od 7 plezalcev preživeli spust. Zgodba je prikazana v muzeju Matterhorn.
Zermatt je izhodišče za pohode v gore, vključno s potjo Haute Route, ki vodi do Chamonixa v Franciji in Patrouille des Glaciers. Žičnice in sedežnice prevažajo smučarje pozimi in pohodnike poleti; najvišja med njimi vodi na Klein Matterhorn na 3883 m, vrh na grebenu med Breithornom in Matterhornom, ki ponuja obširne razglede v vse smeri. V Italijo je možen prehod preko postaje žičnice Cervinia. Železniška proga Gornergratbahn, najvišja odprta železnica v Evropi) poteka do vrha Gornergrata na 3089 m. Zermatt je tudi zahodna končna postaja za železniško storitev Glacier Express, ki povezuje St. Moritz in MGB (Matterhorn Gotthard Bahn). Zermatt je skupaj z enajstimi drugimi mesti član skupnosti Best of the Alps.

## Promet
Da bi preprečili onesnaženje zraka, ki bi lahko zakrilo pogled iz mesta na Matterhorn, je celotno mesto območje brez avtomobilov z motorji z notranjim zgorevanjem. Skoraj vsa vozila v Zermattu poganjajo baterije in so skoraj popolnoma tiha. Električna vozila so dovoljena za lokalno trgovino. Kantonalna policija lahko izda dovoljenje, ki prebivalcem dovoljuje vožnjo in parkiranje na severnem obrobju ter dovoljenje za prihod vozil z motorjem z notranjim izgorevanjem v mesto, kot so gradbena vozila. Reševalna in komunalna vozila (gasilska vozila, reševalna vozila, policija itd.) običajno uporabljajo motorje z notranjim izgorevanjem, čeprav so celo nekateri od njih brez izgorevanja (smetarska vozila itd.).
Osebna vozila, ki vozijo v Zermattu, vključujejo majhne električne avtobuse, ki jih nudijo hoteli za prevoz obiskovalcev od glavne železniške postaje (ali točke za prevoz s taksijem tik pred mestom) do hotelskih posesti, "električne" taksije, ki jih upravljajo štiri velike družine in "elektro" avtobusi, ki služijo dvema linijama: ena med glavnimi hotelskimi območji in postajami različnih žičnic, druga pa po podobni poti, vendar služi tudi bolj podeželskemu "predmestu" Winkelmatten. Najdemo lahko tudi konjske vprege; nekatere upravljajo hoteli, druge pa se lahko najame.
Večina obiskovalcev pride do Zermatta z vlakom iz bližnjega mesta Täsch (Zermatt shuttle). Vlaki pripeljejo v Zermatt tudi iz nižje doline v Visp in Brig, ki sta na glavnem švicarskem železniškem omrežju. Mesto ima tudi heliport (ICAO: LSEZ) in lokalnega operaterja helikopterjev Air Zermatt, ki nudi tudi alpsko reševalno službo.
Leta 2007 je bila ustanovljena projektna skupina, ki je ocenila možnosti za razvoj lokalnega prometnega omrežja (ker »elektro« avtobusi nimajo dovolj kapacitet). Rezultati te študije so objavljeni v izdaji revije Zermatt Inside iz decembra 2007. Šest raziskanih možnosti je tirno vozilo, vzpenjača, metro, premikajoči se pločniki, gondola in več "električnih" avtobusov.
Leta 2019 so se začela dela za izboljšanje dostopa do Kirchbrücke – enega najbolj priljubljenih krajev za fotografiranje Matterhorna. Razgledno območje bodo razširili, da bodo turisti odvrnjeni od ceste in električnih vozil. Projekt naj bi bil zaključen do jeseni 2019.

### Smučanje v Zermattu
Zermatt je znan po vsem svetu po svojih smučiščih, še posebej Triftji po svojih mogotcih. Visoka nadmorska višina omogoča dosledno neprekinjeno smučanje vse poletje.
Smučanje v Zermattu je razdeljeno na štiri območja: Sunnegga, Gornergrat, Klein Matterhorn in Schwarzsee. Obstaja tudi povezava s Cervinio in Valtournenchejem v Italiji preko ledenika Plateau Rosa.
Leta 2008 je Zermatt gostil "Infinity Downhill Race". Tekma je potekala 13. in 14. decembra in je vključevala progo spusta z Matterhorn Glacier Paradise (3800 m) in cilj v samem Zermattu (1600 m). Proga je bila dolga 20 kilometrov in je vključevala 2200 metrov spusta.

### Sunnegga
V Sunnegga Paradise se lahko pripeljete z vzpenjačo SunneggaExpress, ki ji sledi gondola do Blauherda in nazadnje žičnica naprej do Rothorna (3103 m) zgoraj. Topografija gore in doline ohranja Rothorn čist in sončen, tudi ko je Zermatt potopljen v oblake.
Od Blauherda se gondola spusti v Gant, od tam pa povezovalna žičnica do Hohtälli. Ta žičnica in novejša 4-sedežnica Sunnegga-Findeln-Breitboden zagotavljata povezave med Sunneggo in Gornergratom. Z nekaj strmimi pobočji se ta gora pogosto uporablja za treniranje mlajših smučarjev.

### Gornergrat
Gornergrat povezuje železnica Gornergrat, 29-minutna vožnja do vrha Gornergrat (3089 m) preko Riffelalpa, Rotenbodna in Riffelberga (z omejenimi postanki v Findelbachu in Landtunnelu tik nad Zermattom). Na vrhu so prenovili hotel in restavracijo ter uredili nakupovalno središče. Postaja Riffelalp je z letoviščem Riffelalp povezana s kratko tramvajsko progo, imenovano Riffelalptram.
Iz Hohtällija se vzpenja žičnica na Rote Nase (3247 m). Ta končna vlečnica služi območju za freeride, vendar je lahko nezanesljiva, saj je na tem gorskem pobočju potrebna dobra snežna odeja, da je primerno za smučanje. Žičnice na tem območju se običajno odprejo za sezono konec februarja ali v začetku marca – žičnica je zdaj trajno zaprta, nadomestna žičnica ni predvidena. Novo pobočje, ki vodi nazaj od Hohtällija do Kellenseeja tik pod Gornergratom, je nadomestilo to žičnico, da bi ohranilo povezavo od Rothorna do Gornergrata.

### Klein Matterhorn / Schwarzsee
V bližini južnega konca Zermatta gondola Matterhorn Express prevaža potnike do postaje za izmenjavo v Furiju. Od tod je dostop do Schwarzseeja preko gondole na desni, žičnice, ki vodi do srednje postaje Trockener Steg (in nato do Klein Matterhorn); in nova gondola, odprta 18. decembra 2006, povezuje Furi z Riffelbergom na gori Gornergrat. Ta vlečnica obravnava eno najbolj vztrajnih kritik Zermatta: da je zelo težko presmučati obe strani doline brez utrujajočega trekinga skozi Zermatt med Gornergratbahn in Matterhorn Express na nasprotnih koncih mesta.
Testa Grigia na vrhu prelaza Theodul služi kot povezava z italijanskima smučiščema Cervinia in Valtournenche. S švicarske strani je dosegljiva samo z vlečnico, z italijanske strani pa s sedežnico in žičnico. Marca 2019 je bilo objavljeno, da bo nova žičnica – 'Alpine Crossing' – od pomladi 2021 povezovala Testa Grigia in Klein Matterhorn. Tu so carinarnice in manjši planšarski muzej.
Zermatt se trži kot celoletno smučarsko središče, poleti pa je smučanje omejeno na ledenik Theodul za Klein Matterhornom. Čeprav je popolnoma res, bosta med izven sezone v maju in juniju običajno odprta samo ena ali dve progi, glavno območje ledenika pa se odpre šele julija.
Šestsedežnica Furggsattel, ki deluje od 25. oktobra 2003, ima dvanajst (od osemnajstih) stebrov, ki stojijo neposredno na ledeniškem ledu ledenika Theodul – prva v Švici.
Nova žičnica 3S Glacier Ride v vrednosti 52 milijonov CHF od letovišča do Klein Matterhorna je bila odprta 29. septembra 2018. Ima zmogljivost dviga 2000 ljudi na uro in potrebuje samo 9 minut, da doseže vrh z uporabo 25 kabin, vsaka z 28 sedeži.

## Demografija
Zermatt ima (od decembra 2020) 5820 prebivalcev. Od leta 2013 je 39,0 % prebivalstva tujih državljanov.
Večina prebivalstva (od leta 2000) govori nemško (4093 ali 68,4 %) kot svoj prvi jezik, portugalščina je drugi najpogostejši (719 ali 12,0 %) in italijanščina tretji (474 ali 7,9 %). 226 ljudi govori francosko in 1 oseba, ki govori romanščino.
Leta 2008 je bilo prebivalstvo 51,6 % moških in 48,4 % žensk. Prebivalstvo je sestavljalo 1840 Švicarjev (31,6 % prebivalstva) in 1166 (20,0 %) Nešvicarjev. Bilo je 1837 Švicark (31,5 %) in 985 (16,9 %) Nešvicark.[27] Od prebivalcev v občini jih je bilo 2.214 ali približno 37,0 % rojenih v Zermattu in so tam živeli leta 2000. V istem kantonu je bilo rojenih 720 ali 12,0 %, 774 ali 12,9 % pa nekje drugje v Švici, 2039 ali 34,1 % je bilo rojenih zunaj Švice.

## Dediščina državnega pomena
Petroglifi in prazgodovinski brusni kamen v Hubelwängu so navedeni kot švicarska dediščina nacionalnega pomena.

## Gospodarstvo
Približno polovica delovnih mest v Zermattu je v hotelirstvu in gostinstvu.
Od leta 2012 je bilo v občini skupaj zaposlenih 6370 ljudi. Od tega jih je v primarni gospodarski panogi v 19 podjetjih delalo skupaj 42 oseb. Sekundarni sektor je zaposloval 521 delavcev v 68 ločenih podjetjih. Končno je terciarni sektor zagotovil 5807 delovnih mest v 736 podjetjih. V letu 2013 je socialno pomoč prejemalo skupaj 13,7 % prebivalcev.